# Live! (The Police)
Live! è un doppio CD live dei Police, pubblicato nel 1995.

Il primo disco documenta quasi per intero un concerto del 27 novembre 1979, subito dopo l'uscita di Reggatta De Blanc;

il secondo è tratto da due concerti del Synchronicity tour, rispettivamente del 2 e 3 novembre 1983.

## Tracce
Tutte le canzoni scritte da Sting tranne dove riportato.
Disc One - Orpheum WBCN / Boston Broadcast
1. "Next to You" - 2:56
2. "So Lonely" - 7:34
3. "Truth Hits Everybody" - 2:33
4. "Walking on the Moon" - 4:59
5. "Hole in My Life" - 4:08
6. "Fall Out" (Stewart Copeland) - 2:46
7. "Bring on the Night" - 5:16
8. "Message in a Bottle" - 4:27
9. "The Bed's Too Big Without You" - 8:51
10. "Peanuts" (Sting, Stewart Copeland) - 3:08
11. "Roxanne" - 4:42
12. "Can't Stand Losing You / Reggatta de Blanc" - 7:54
13. "Landlord" (Sting, Stewart Copeland) - 2:27
14. "Born in the 50's" - 4:18
15. "Be My Girl - Sally" (Sting, Andy Summers) - 4:49

Disc Two - Atlanta / Synchronicity Concert
1. "Synchronicity I" - 2:52
2. "Synchronicity II" - 4:44
3. "Walking in Your Footsteps" - 4:55
4. "Message in a Bottle" - 4:35
5. "O My God" - 3:36
6. "De Do Do Do, De Da Da Da" - 4:32
7. "Wrapped Around Your Finger" - 5:21
8. "Tea in the Sahara" - 4:52
9. "Spirits in the Material World" - 2:57
10. "King of Pain" - 5:53
11. "Don't Stand So Close to Me" - 3:46
12. "Every Breath You Take" - 4:37
13. "Roxanne" - 6:10
14. "Can't Stand Losing You / Reggatta de Blanc" - 6:48
15. "So Lonely" - 7:24

## Formazione
- Sting - basso, voce principale
- Andy Summers - chitarra, cori, voce parlante in traccia 15 su disco 1
- Stewart Copeland - batteria, cori

### Membri aggiuntivi (solo sul secondo CD)
- Michelle Cobb - cori
- Dollette McDonald - cori
- Tessa Niles - cori